# Thérèse-De Blainville
Thérèse-De Blainville – regionalna gmina hrabstwa (MRC) w regionie administracyjnym Laurentides prowincji Quebec, w Kanadzie. Stolicą jest miasto Bois-des-Filion. Składa się z 7 gmin typu miasto.
Thérèse-De Blainville ma 154 144 mieszkańców. Język francuski jest językiem ojczystym dla 89,1%, angielski dla 4,2%, włoski dla 1,0% mieszkańców (2011).